# Первичная сукцессия

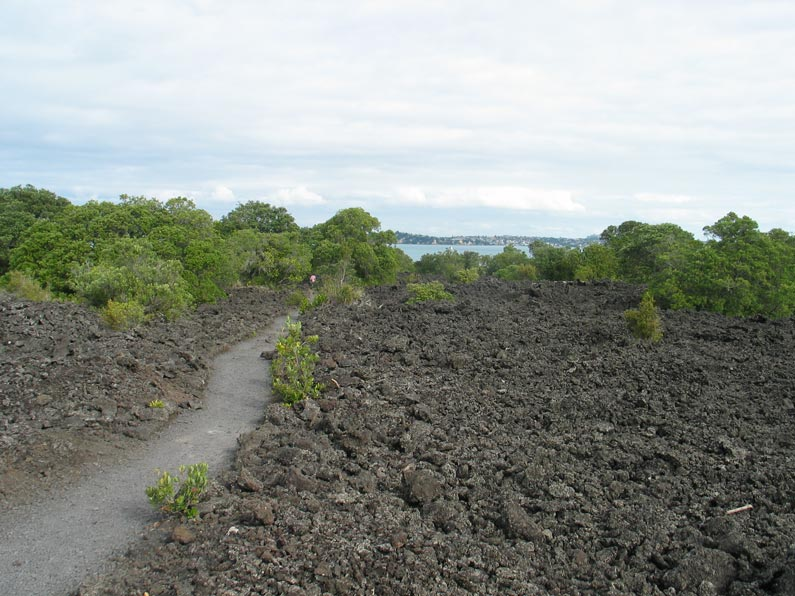
Сукцессия на лавовом плато на острове Рангитото

Первичная сукцессия — сукцессия, развивающаяся на лишенных жизни территориях — скалах, обрывах, наносах рек, сыпучих песках, застывшей лаве и др. При заселении таких участков живые организмы за счет своего метаболизма изменяют условия проживания и сменяют друг друга. Основная роль принадлежит накоплению отмерших остатков растений и продуктов разложения. Это зависит от характера растительности и от комплекса разрушающих её микроорганизмов, грибов и животных. Постепенно формируется почвенный профиль, изменяется гидрологический режим участка, микроклимат. Такие сукцессии называются в геоботанике — экогенетическими, так как ведут к преобразованию самого местообитания.
Процесс первоначального формирования растительного покрова называется также сингенетической сукцессией.
В зависимости от влажности первичного субстрата первичные сукцессии делятся на:
1. Ксерархные (ксеросерии) — на безводном субстрате. В ходе ксерархной сукцессии исходный субстрат увлажняется
  1. Псаммоксеросерия — на песках
  2. Литоксеросерия — на камнях и скалах
  3. Геоксеросерия — на сухих глинах, супесях, суглинках.
2. Мезархная (мезосерия) — на умеренно влажном субстрате. В ходе мезархной сукцессии влажность субстрата изменяется незначительно.
  1. Элювиальная
  2. Пролювиальная
  3. Аллювиальная и т. д.
3. Гидрархная (гидросерия) — на экстремально влажных субстратах. В ходе этой сукцессии влажность субстрата снижается
  1. Олиготрофная
  2. Мезотрофная
  3. Эвтрофная
  4. Галогидросерия
  5. Мангровая.

Протекание первичных сукцессий проходит в несколько этапов. Например, в лесной зоне: сухой безжизненный субстрат — лишайники — мхи — однолетниковое разнотравье — злаки и многолетние травы — кустарники — деревья 1-й генерации — деревья 2-й генерации; в степной зоне сукцессия завершается на стадии трав и т. д.